# Coppa Svizzera 1999-2000
La Coppa Svizzera 1999-2000 è stata la 75ª edizione della manifestazione calcistica. È iniziata il 7 agosto 1999 ed è terminata il 28 maggio 2000.
Ad aggiudicarsi il trofeo è stato lo Zurigo per la 6ª volta nella sua storia.

## Primo turno
| Squadra 1          | Risultato          | Squadra 2          |
| ------------------ | ------------------ | ------------------ |
| 7 agosto 1999      |                    |                    |
| Onex               | 5 - 2 (d.t.s.)     | A.P. Genève        |
| Riddes             | 0 - 6              | Collombey-Muraz    |
| Seefeld            | 7 - 0              | Spreitenbach       |
| Malley             | 2 - 1              | Terre Sainte       |
| Gland              | 1 - 4              | Collex-Bossy       |
| Lengnau            | 1 - 3              | Aarberg            |
| Nottwil            | 0 - 3              | Ibach              |
| Lonay              | 1 - 5              | Echallens          |
| Richterswil        | 4 - 3              | Bonaduz            |
| Marin-Sports       | 1 - 2              | Valmont            |
| Baulmes            | 4 - 0              | Lamboing           |
| Egerkingen         | 0 - 8              | Dornach            |
| Laufen             | 5 - 5 (5-8 d.c.r.) | Liestal            |
| Pfäffikon          | 9 - 1              | Appenzell          |
| Fortuna San Gallo  | 2 - 0              | Bazenheid          |
| Kirchberg          | 1 - 4 (d.t.s.)     | Regensdorf         |
| Oberwinterthur     | 0 - 1              | Töss               |
| Old Boys Basilea   | 5 - 0              | Alle               |
| Olten              | 9 - 0              | Klus/Balsthal      |
| Suhr               | 5 - 2 (d.t.s.)     | Sarnen             |
| Turgi              | 2 - 1              | Brugg              |
| Goldau             | 1 - 2 (d.t.s.)     | Lamone-Cadempino   |
| Raron              | 0 - 1              | Visp               |
| Prishtina Berna    | 1 - 6              | Belfaux            |
| Vernayaz           | 1 - 3              | Sierre             |
| Düdingen           | 5 - 0              | Interlaken         |
| Attalens           | 6 - 2              | Dardania Losanna   |
| Romontois          | 5 - 4              | Espagnol Losanna   |
| Boncourt           | 1 - 4              | Nordstern          |
| Cornol             | 0 - 3              | Deitingen          |
| Perlen-Buchrain    | 1 - 7              | Kickers Lucerna    |
| Poschiavo          | 1 - 8              | Bodio              |
| Morbio             | 0 - 1              | Mendrisio          |
| 8 agosto 1999      |                    |                    |
| Geneva             | 4 - 0              | Vernier            |
| Wallisellen        | 0 - 4              | Glarus             |
| Breitenrain        | 0 - 2              | Plaffeien          |
| Konolfingen        | 3 - 4 (d.t.s.)     | Dürrenast          |
| Wiedikon           | 0 - 5              | Wohlen             |
| Unterstrass        | 1 - 3              | Oerlikon/Polizei   |
| Höngg              | 2 - 3 (d.t.s.)     | Wettingen          |
| Willisau           | 0 - 0 (4-3 d.c.r.) | Emmen              |
| Othmarsingen       | 2 - 4              | Schwamendingen     |
| Erstfeld           | 2 - 2 (5-7 d.c.r.) | Basso Malcantone   |
| Vignoble           | 3 - 3 (6-7 d.c.r.) | Crissier           |
| Audax-Friul        | 1 - 5              | La Sarraz-Eclépens |
| Hinwil             | 3 - 1              | Wädenswil          |
| Weinfelden-Bürglen | 2 - 2 (5-7 d.c.r.) | Neuhausen          |
| Ins                | 0 - 3              | Saint-Imier        |
| Kirchberg          | 3 - 1              | Worb               |
| Arlesheim          | 2 - 1 (d.t.s.)     | Moutier            |
| Stans              | 2 - 0              | Reiden             |
| Coira              | 3 - 0              | Wald               |
| Weesen             | 0 - 1              | Urdorf             |
| Sargans            | 3 - 1              | Schmerikon         |
| Abtwil-Engelburg   | 2 - 1              | Brühl              |
| Rüti               | 3 - 2 (d.t.s.)     | Sankt Margrethen   |
| Kestenholz         | 1 - 2              | Binningen          |
| Würenlos           | 4 - 0              | Albisrieden        |

## Secondo turno
| Squadra 1           | Risultato          | Squadra 2               |
| ------------------- | ------------------ | ----------------------- |
| 20 agosto 1999      |                    |                         |
| Richtserswil        | 0 - 11             | Tuggen                  |
| Valmont             | 1 - 4              | Echallens               |
| Romontois           | 3 - 4 (d.t.s.)     | Bex                     |
| 21 e 22 agosto 1999 |                    |                         |
| Seefeld             | 0 - 2              | Altstetten              |
| Töss                | 1 - 5              | Kreuzlingen             |
| Malley              | 3 - 7 (d.t.s.)     | Chênois                 |
| Collex-Bossy        | 1 - 2              | Signal Bernex-Confignon |
| Collombey-Muraz     | 4 - 1 (d.t.s.)     | Montreux-Sports         |
| Belfaux             | 1 - 2 (d.t.s.)     | Friburgo                |
| Kickers Lucerna     | 2 - 4              | Buochs                  |
| Urdorf              | 1 - 3              | Wetzikon                |
| Abtwil-Engelburg    | 1 - 1 (5-6 d.c.r.) | Veltheim                |
| La Sarraz-Eclépens  | 1 - 4              | Stade Lausanne          |
| Olten               | 0 - 3              | Münsingen               |
| Pfäffikon           | 2 - 4              | Freienbach              |
| La Sarraz-Eclépens  | 1 - 4              | Stade Lausanne          |
| Neuhausen           | 0 - 10             | Widnau                  |
| Kirchberg           | 2 - 2 (8-7 d.c.r.) | Lyss                    |
| Old Boys Basilea    | 0 - 2              | Grenchen                |
| Nordstern           | 4 - 6 (d.t.s.)     | Riehen                  |
| Suhr                | 1 - 3              | Schötz                  |
| Würenlos            | 3 - 1              | SV Sciaffusa            |
| Turgi               | 0 - 2              | Wohlen                  |
| Glarus              | 3 - 1              | Rorschach               |
| Sierre              | 5 - 5 (8-7 d.c.r.) | Naters                  |
| Binningen           | 1 - 4              | Concordia Basilea       |
| Liestal             | 3 - 1              | Colombier               |
| Dornach             | 1 - 1 (6-4 d.c.r.) | Concordia Basilea       |
| Wettingen           | 1 - 3 (d.t.s.)     | YF Juventus             |
| Onex                | 0 - 1              | Meyrin                  |
| Basso Malcantone    | 0 - 2              | Locarno                 |
| Attalens            | 2 - 1 (d.t.s.)     | Bramois                 |
| Geneva              | 0 - 3              | Grand-Lancy             |
| Baulmes             | 1 - 4              | Renens                  |
| Oerlikon/Polizei    | 2 - 4              | Muri                    |
| Plaffeien           | 1 - 5              | Bulle                   |
| Regensdorf          | 0 - 5              | Red Star Zurigo         |
| Stans               | 1 - 3              | Wangen bei Olten        |
| Aarberg             | 2 - 0              | Köniz                   |
| Schwamendingen      | 0 - 0 (4-5 d.c.r.) | Frauenfeld              |
| Visp                | 2 - 1              | Monthey                 |
| Düdingen            | 1 - 3              | Vevey                   |
| Dürrenast           | 3 - 2              | Bümpliz                 |
| Deitingen           | 0 - 8              | Bienne                  |
| Willisau            | 4 - 0              | Sursee                  |
| Sargans             | 0 - 8              | Zugo                    |
| Ibach               | 1 - 1 (3-5 d.c.r.) | Chiasso                 |
| Saint-Imier         | 1 - 3 (d.t.s.)     | La Chaux-de-Fonds       |
| Hinwil              | 0 - 2              | Horgen                  |
| Fortuna San Gallo   | 0 - 2              | Gossau                  |
| Arlesheim           | 0 - 7              | Serrières               |
| Rüti                | 0 - 1 (d.t.s.)     | Rapperswil-Jona         |
| Lamone-Cadempino    | 1 - 2              | Biaschesi               |
| Bodio               | 1 - 4              | Malcantone Agno         |
| Coira               | 1 - 0              | Küssnacht am Rigi       |

## Terzo turno
| Squadra 1               | Risultato          | Squadra 2         |
| ----------------------- | ------------------ | ----------------- |
| 4 settembre 1999        |                    |                   |
| La Chaux-de-Fonds       | 0 - 1              | Friburgo          |
| Schötz                  | 3 - 1              | Concordia Basilea |
| Veltheim                | 0 - 1              | Freienbach        |
| Zugo                    | 2 - 1              | Gossau            |
| Renens                  | 0 - 0 (3-2 d.c.r.) | Bex               |
| Grand-Lancy             | 0 - 3              | Chênois           |
| Stade Lausanne          | 2 - 0              | Vevey             |
| Collombey-Muraz         | 5 - 0              | Visp              |
| Bulle                   | 0 - 6              | Serrières         |
| Kirchberg               | 2 - 9              | Grenchen          |
| Wangen bei Olten        | 0 - 1              | Mendrisio         |
| Wetzikon                | 3 - 2              | Glarus            |
| Coira                   | 0 - 1              | Horgen            |
| Dornach                 | 2 - 0              | Riehen            |
| Würenlos                | 1 - 3 (d.t.s.)     | Tuggen            |
| Signal Bernex-Confignon | 0 - 6              | Meyrin            |
| Attalens                | 0 - 6              | Echallens         |
| Sierre                  | 1 - 1 (1-4 d.c.r.) | Martigny          |
| 5 settembre 1999        |                    |                   |
| Dürrenast               | 0 - 5              | Münsingen         |
| Aarberg                 | 0 - 4              | Bienne            |
| Willisau                | 1 - 4 (d.t.s.)     | Buochs            |
| Liestal                 | 1 - 6              | Malcantone Agno   |
| YF Juventus             | 2 - 1              | Wohlen            |
| Muri                    | 0 - 2 (d.t.s.)     | Chiasso           |
| Widnau                  | 1 - 3              | Rapperswil-Jona   |
| Frauenfeld              | 2 - 0              | Kreuzlingen       |
| Biaschesi               | 1 - 2 (d.t.s.)     | Locarno           |
| 14 settembre 1999       |                    |                   |
| Red Star Zurigo         | 2 - 3              | Altstetten        |

## Quarto turno
| Squadra 1         | Risultato          | Squadra 2      |
| ----------------- | ------------------ | -------------- |
| 23 settembre 1999 |                    |                |
| Bienne            | 0 - 0 (4-5 d.c.r.) | Serrières      |
| 24 settembre 1999 |                    |                |
| Friburgo          | 2 - 1              | Stade Nyonnais |
| 25 settembre 1999 |                    |                |
| Echallens         | 2 - 4 (d.t.s.)     | Soletta        |
| Tuggen            | 1 - 2 (d.t.s.)     | Baden          |
| Altstetten        | 3 - 1              | Kriens         |
| Renens            | 0 - 6              | Young Boys     |
| Mendrisio         | 3 - 2              | Buochs         |
| Collombey-Muraz   | 3 - 10             | Thun           |
| Dornach           | 0 - 1              | Winterthur     |
| Grenchen          | 1 - 0 (d.t.s.)     | Meyrin         |
| Stade Lausanne    | 0 - 4              | Étoile Carouge |
| Chiasso           | 1 - 1 (3-1 d.c.r.) | Schötz         |
| Chênois           | 2 - 3              | Sion           |
| 26 settembre 1999 |                    |                |
| Malcantone Agno   | 2 - 0              | Sciaffusa      |
| Freienbach        | 3 - 0              | Frauenfeld     |
| Wetzikon          | 2 - 3              | Bellinzona     |
| Rapperswil-Jona   | 3 - 5 (d.t.s.)     | YF Juventus    |
| Zugo              | 2 - 4              | Wil            |
| Martigny          | 2 - 1              | Münsingen      |
| 14 novembre 1999  |                    |                |
| Locarno           | 2 - 3 (d.t.s.)     | Horgen         |

## Sedicesimi di finale
| Squadra 1        | Risultato | Squadra 2       |
| ---------------- | --------- | --------------- |
| 13 novembre 1999 |           |                 |
| Mendrisio        | 1 - 5     | Basilea         |
| Altstetten       | 0 - 2     | Lugano          |
| Serrières        | 1 - 2     | Thun            |
| Grenchen         | 0 - 2     | Losanna         |
| Étoile Carouge   | 3 - 0     | Delémont        |
| 14 novembre 1999 |           |                 |
| Friburgo         | 2 - 1     | Young Boys      |
| Soletta          | 2 - 3     | Neuchâtel Xamax |
| Chiasso          | 1 - 4     | San Gallo       |
| Wil              | 1 - 2     | Zurigo          |
| Freienbach       | 1 - 2     | Grasshoppers    |
| Baden            | 0 - 3     | Lucerna         |
| Malcantone Agno  | 1 - 3     | Bellinzona      |
| Winterthur       | 1 - 3     | Aarau           |
| Martigny         | 1 - 4     | Servette        |
| Sion             | 4 - 2     | Yverdon         |
| 5 dicembre 1999  |           |                 |
| Horgen           | 1 - 0     | YF Juventus     |

## Ottavi di finale
| Squadra 1       | Risultato      | Squadra 2    |
| --------------- | -------------- | ------------ |
| 4 marzo 2000    |                |              |
| Horgen          | 1 - 5          | Lucerna      |
| Étoile Carouge  | 0 - 1          | Zurigo       |
| Bellinzona      | 0 - 4          | Losanna      |
| Sion            | 1 - 3 (d.t.s.) | San Gallo    |
| Neuchâtel Xamax | 0 - 4          | Lugano       |
| Sion            | 1 - 1 (d.c.r.) | Grasshoppers |
| 5 marzo 2000    |                |              |
| Friburgo        | 0 - 3          | Thun         |
| Aarau           | 0 - 4          | Servette     |

## Quarti di finale
| Squadra 1      | Risultato | Squadra 2 |
| -------------- | --------- | --------- |
| 11 aprile 2000 |           |           |
| Thun           | 1 - 2     | Zurigo    |
| Lugano         | 1 - 0     | San Gallo |
| 12 aprile 2000 |           |           |
| Lucerna        | 3 - 2     | Servette  |
| Losanna        | 3 - 2     | Basilea   |

## Semifinali
| Squadra 1      | Risultato      | Squadra 2 |
| -------------- | -------------- | --------- |
| 4 maggio 2000  |                |           |
| Zurigo         | 7 - 2 (d.t.s.) | Lucerna   |
| 11 maggio 2000 |                |           |
| Losanna        | 3 - 2          | Lugano    |

## Finale
| Squadra 1 | Risultato          | Squadra 2 |
| --------- | ------------------ | --------- |
| Zurigo    | 2 - 2 (5-2 d.c.r.) | Losanna   |

| Arbitro: | Carlo Bertolini |

| |                      | |
| Jamarauli 77’ Bartlett 94’ | Marcatori            | 36’ Danilevicius 105’ Gerber |
| Fischer Douglas Kavelashvili | Tiri di rigore 3 – 0 | Ohrel Londono Christ |
| · Pascolo · 11’ Fischer · 45’ Tsawa · 91’ Djordjevic · 46’ Pallas · Jamarauli · 56’ 57’ Del Signore · 38’ Quentin · 60’ 67’ Frick · 110’ Bartlett · Giannini · 46’ Chassot · 94’ 57’ Douglas · 67’ Kavelashvili | Formazioni           | · Rapo · Londono · Puce · Christ · Hänzi 85’ 84’ · Ohrel · Rehn · Celestini · Gerber 111’ · Mazzoni · Danilevicius 76’ · Horjak 76’ 120’ · Karlen 85’ · Simon 111’ |
| Gilbert Gress | Allenatori           | Pierre-André Schürmann |